# Hydropsyche mississippiensis
Hydropsyche mississippiensis är en nattsländeart som beskrevs av Oliver S. Flint Jr. 1972. Hydropsyche mississippiensis ingår i släktet Hydropsyche och familjen ryssjenattsländor. Inga underarter finns listade i Catalogue of Life.